# 杉山四五郎

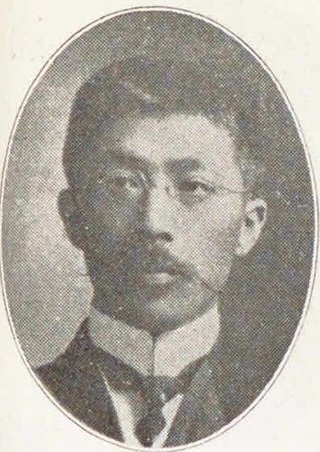
杉山四五郎

杉山 四五郎（すぎやま しごろう、1870年2月6日（明治3年1月6日））- 1928年（昭和3年）6月13日）は、日本の内務官僚、政治家。政友会系府県知事、衆議院議員。

## 経歴
越後国出身。大庄屋役・小川右平太の四男として生まれ、1894年に大蔵省官吏・杉山叙（松本藩士・杉山叙主の次男。明治維新後官界に入り、丸亀税務監督局長を務めた）の養子となる。開成中学、第一高等学校を経て、1894年7月、帝国大学法科大学政治学科を卒業。同年8月、内務省に入り、愛知県属として内務部第一課長に発令された。1895年11月、高等文官試験行政科試験に合格した。
1896年1月、内務属となり土木局に配属された。以後、山梨県・神奈川県の各参事官を務める。1900年3月に休職し、自費で洋行した。1902年3月、秋田県書記官に就任。以後、同県第一部長、内務省参事官・神社局兼衛生局勤務、衛生局保健課長、兼同局医務課長、大臣官房台湾課長兼樺太課長、大臣官房文書課長などを歴任。
1910年6月、高知県知事に就任。1913年6月、内務省衛生局長に転じ、1914年4月まで在任。1915年3月、第12回衆議院議員総選挙で神奈川県郡部区に立憲政友会から出馬し当選し、衆議院議員を一期務めた。
1917年12月、内務省衛生局長として復帰。1919年4月、関東庁に転じ事務総長に就任。1921年6月、宮崎県知事に転じ、病のため1922年10月に辞任した。1927年4月、京都府知事となり、同年7月、内務次官となるが、病のため1928年5月に辞任し翌月に死去した。

## 墓所
墓所は東京谷中霊園の乙10号10側。墓石正面に『正四位勲一等　杉山四五郎、室　若代　墓』と記されている。

## 系譜
父・小川右平太の祖先は、1595年に尾州小川（現：愛知県東浦町緒川）から越後蒲原郡豊田荘飯森杉村（現：阿賀野市京ヶ瀬村）に移住し、その後現在の新発田市島潟に移った、小川杢右衛門政熹に遡る。
その10代目の小川弘（ヒロム、1816-1870）は心斎と号し、鎌倉史 全50巻を著した。鎌倉史50巻は、国立国会図書館（書誌ID000000425664）、新発田市立図書館、早稲田大学中央図書館（古書番号 リ 05 00710）に蔵書されている。
さらに政熹は水野右衛門太夫忠政の子であり、姉の於大は松平広忠に嫁して、徳川家康の生母となった。

## 栄典
- 1910年（明治43年）12月26日 - 勲四等瑞宝章[9]
- 1928年（昭和3年）6月13日 - 帝都復興記念章[10]
- 1928年（昭和3年）6月13日 - 正四位 勲一等瑞宝章[11]

## 親族
- 長男：杉山叙四郎（外交官）[3]
- 長女：美喜（奥田剛郎夫人）[12]
- 二女：美和（川村貞四郎夫人）[12][13]
- 長兄：小川益三[要出典]（宇都宮税務署長）[14]
- 甥（長兄の長男）小川夔三[要出典]（浦和地方裁判所 判事）[15]